# Wszyscy jesteśmy podejrzani
Wszyscy jesteśmy podejrzani – komedia detektywistyczna Joanny Chmielewskiej z 1966 roku, druga książka autorki. Powieść kryminalna o klasycznej konstrukcji, zbliżonej do książek Agathy Christie, także satyra na polskie biura. Przełożona na słowacki i rosyjski.

## Opis fabuły
Akcja toczy się w pracowni projektów architektonicznych. Joanna pragnie napisać powieść kryminalną, wymyśla, że ofiarą pada jeden z kolegów z pracy. Pewnego dnia dzieli się tym pomysłem z resztą współpracowników i towarzystwo bawi się w grę intelektualną - symulowane zabójstwo w biurze projektów. 
Kilka godzin później zabójstwo zdarza się naprawdę. Okazuje się, że większość pracowników miała motyw, by pozbyć się nielubianego kolegi, i nikt nie wychodzi spoza ścisłego kręgu podejrzeń.

## Postacie
Zespół architektoniczny

- Joanna Chmielewska - sama nazywa się "ofiarą własnej wyobraźni"; pragnie napisać powieść kryminalną, obmyśla intrygę, którą potem morderca wciela w życie; jako główna podejrzana stara się rozwiązać kryminalną zagadkę.
- Witek - kierownik pracowni oraz zespołu architektonicznego, dyrektor przedsiębiorstwa. Przystojny kawaler, ambitny zawodowo, ma bardzo skomplikowany charakter.
- Kazio - żonaty, szarmancki wobec kobiet, nieskazitelnie uprzejmy.
- Alicja - przyjaciółka Joanny; kobieta wyjątkowo roztargniona, obdarzona ogromnym poczuciem humoru. Nie znosi Witka.
- Ryszard - rozwodnik, ma córkę; maniakalnie pragnie wyjechać za granicę.
- Janusz - kawaler zaręczony; podrywacz, który ma zamiar się ustatkować.
- Witold - w chwili morderstwa był na urlopie, jedyny człowiek poza podejrzeniem i jedyny uważany za normalnego na tle reszty zespołu.
- Wiesio - tzw. "cicha woda", najmłodszy w zespole, od niedawna żonaty. Okazuje się, że ma on tajemnicę, o którą nikt by go nie podejrzewał.
- Leszek - artysta, melancholik, nierozumiany przez otoczenie (zob. Lesio).
- Marek - uważany za najprzystojniejszego mężczyznę w zakładzie pracy. Pojawia się zawsze w stosownych chwilach.

Zespół konstrukcyjny

- Kacper - opisany jako osobnik "o aparycji Don Kichota", ma dwóch synów, jest nieco staroświecki; mężczyzna dojrzały, ale z fantazją i energią, jaką miewają młodzieńcy. Ojciec Kajtka.
- Anka - młoda dziewczyna, świeżo po ślubie, jednak jest żoną nie tego, którego by być chciała; miała romans ze Zbyszkiem.

Zespół instalacji sanitarnych

- Zbyszek - kierownik zespołu, naczelny inżynier pracowni; określany jako "ostatni egzemplarz błędnego rycerza, wzór cnót"; ma syna, którego bardzo kocha; zadręcza się miłością do mężatki - Anki.
- Stefan - energiczny awanturnik, ma dobre serce i wnuka
- Andrzej - wzorowy pracownik, młody wiekiem, pracowity, solidny, obowiązkowy; określany jako "prawie taki wzór jak Zbyszek"
- Tadeusz Stolarek - ofiara morderstwa, nielubiany przez większość pracowników.

Zespół elektryczny

- Włodek - kierownik zespołu; histeryk, masochista i plotkarz.
- Kajtek - młody mężczyzna; uprawia ciemne interesy; syn Kacpra. Przyjaciel Tadeusza.

Zespół kosztorysów

- Jarek - typowy "warszawski cwaniak", jednak w szlachetnym typie. Podobnie jak Kajtek uprawia ciemne interesy i jest przyjacielem Tadeusza.
- Danka - rozwódka z dwójką dzieci. Przyjaciółka Jadwigi.

Administracja

- Olgierd - główny księgowy, osobnik wytworny, określany jako "przedwojenny starszy pan". Lubi swoją pracę, ale niedługo wybiera się na emeryturę.
- Matylda - sekretarka idealna. Siostra Olgierda.
- Monika - kierowniczka administracyjna. Piękna, ognista wdowa z dwojgiem dzieci. Kocha się w niej Kacper.
- Jadwiga - ma córeczkę, dla której gotowa jest zrobić wszystko; boryka się z wieloma życiowymi problemami, w tym z byłym mężem, brutalem.
- Wiesia - kobieta złośliwa, ziejąca wiecznie jadem i żółcią; nienawidzi Jadwigi.
- Pani Glebowa - sprzątaczka, woźna, herbaciarka.

Władze

- Kapitan - człowiek trzeźwo myślący, przedstawiciel Milicji Obywatelskiej.
- Prokurator - przedstawiciel władz śledczych, obdarzony ponadprzeciętną urodą i wdziękiem.

Ponadto pojawia się Diabeł, postać istniejąca w wyobraźni Joanny, która z wytworem swoich myśli omawia śledztwo.

## Adaptacje
Adaptacja dla Teatru Telewizji (Randka z diabłem - reż. Maciej Dutkiewicz, 1999).